# دهستان تانگسیبجی
دهستان تانگسیبجی (به لاتین: Tangsibji Gewog) یک دهستان در کشور بوتان است که در ناحیهٔ ترونگسا واقع شده‌است.